# Ямагуті Мотохіро
Ямагуті Мотохіро (яп. 山口 素弘, нар. 29 січня 1969, Такасакі, Ґумма) — японський футболіст.

## Виступи за збірну
1995 року дебютував в офіційних матчах у складі національної збірної Японії. Відтоді провів у формі головної команди країни 58 матчів.

## Статистика виступів
| Збірна Японії | Збірна Японії | Збірна Японії |
| Роки          | Ігри          | голи          |
| ------------- | ------------- | ------------- |
| 1995          | 14            | 1             |
| 1996          | 13            | 2             |
| 1997          | 22            | 1             |
| 1998          | 9             | 0             |
| Усього        | 58            | 4             |

## Титули і досягнення
- Клубні:
  - Володар Кубка Імператора: 1993, 1998, 1999
- Особисті:
  - у символічній збірній Джей-ліги: 1996, 1997